# Lommel

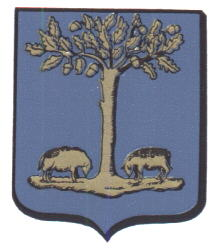
Lommels stadsvapen

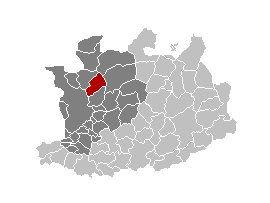
Lommels läge inom provinsen Antwerpen

Lommel är en kommun i den belgiska provinsen Limburg. Den 1 januari 2006 hade de en befolkning på 31 898 (15 817 män och 15 719 kvinnor). Den totala arean är 102,37 km² vilket ger en befolkningstäthet på 312 personer per km².